# Nuoto ai XIII Giochi panafricani
Le competizioni di nuoto ai XIII Giochi panafricani si sono svolte dal 9 al 13 marzo 2024 al Borteyman Sports Complex Aquatics Center di Accra, in Ghana. Le gare fungono da qualificazioni ai Giochi della XXXIII Olimpiade.

## Paesi partecipanti
- Algeria
- Angola
- Benin
- Botswana
- Burkina Faso
- Burundi
- Rep. Centrafricana
- Rep. del Congo
- RD del Congo
- Egitto
- Eritrea
- eSwatini
- Etiopia
- Gabon
- Gambia
- Ghana
- Gibuti
- Guinea
- Guinea-Bissau
- Kenya
- Libia
- Malawi
- Mauritius
- Mozambico
- Namibia
- Nigeria
- Senegal
- Seychelles
- Sierra Leone
- Sudafrica
- Sudan
- Tanzania
- Uganda
- Zambia
- Zimbabwe

## Podi[2]

### Uomini
| Evento | Oro                                                                                               | Tempo    | Argento | Tempo    | Bronzo                                                                                             | Tempo    |
| Stile libero |                                                                                                   |          | |          | |          |
| 50 m | Ali Khalafalla                                                                                    | 22"02    | Clayton Jimmie | 22"54    | Alexander Skinner                                                                                  | 22"67    |
| 100 m | Clayton Jimmie                                                                                    | 49"29    | Alexander Skinner | 49"97    | Abdalla Nasr                                                                                       | 50"99    |
| 200 m | Marwan Elkamash                                                                                   | 1'49"75  | Abdalla Nasr | 1'50"39  | Andrew Ross                                                                                        | 1'51"09  |
| 400 m | Marwan Elkamash                                                                                   | 3'51"79  | Matthew Caldwell | 3'57"70  | Cameron Casali                                                                                     | 3'58"73  |
| 800 m | Marwan Elkamash                                                                                   | 8'04"25  | Matthew Caldwell | 8'19"45  | Ali Ahmed                                                                                          | 8'23"69  |
| 1500 m | Marwan Elkamash                                                                                   | 15'39"07 | Ali Ahmed | 15'58"23 | Matthew Caldwell                                                                                   | 16'10"89 |
| Dorso |                                                                                                   |          | |          | |          |
| 50 m | Abdellah Ardjoune Jonas Pool-Jones                                                                | 25"85    | |          | Steven Aimable                                                                                     | 26"31    |
| 100 m | Abdellah Ardjoune                                                                                 | 55"94    | Denilson Cyprianos | 56"32    | Jonas Pool-Jones                                                                                   | 56"98    |
| 200 m | Denilson Cyprianos                                                                                | 2'01"96  | Abdellah Ardjoune | 2'02"22  | Helgaard Muller                                                                                    | 2'03"99  |
| Rana |                                                                                                   |          | |          | |          |
| 50 m | Jaouad Syoud                                                                                      | 27"98    | Youssef Elkamash | 28"27    | Adrian Robinson                                                                                    | 28"28    |
| 100 m | Ronan Wantenaar                                                                                   | 1'01"86  | Jaouad Syoud | 1'01"93  | Adrian Robinson                                                                                    | 1'03"03  |
| 200 m | Jaouad Syoud                                                                                      | 2'14"82  | Ronan Wantenaar | 2'15"52  | Andrew Ross                                                                                        | 2'18"20  |
| Farfalla |                                                                                                   |          | |          | |          |
| 50 m | Ali Khalafalla                                                                                    | 23"93    | Jackson Abeku Gyekye | 24"24    | Jarden Eaton                                                                                       | 24"42    |
| 100 m | Abdalla Nasr                                                                                      | 53"29    | Jarden Eaton | 53"45    | Jackson Abeku Gyekye                                                                               | 53"80    |
| 200 m | Abdalla Nasr                                                                                      | 2'01"87  | Fares Benzidoun | 2'02"21  | Liam Vehbi                                                                                         | 2'03"79  |
| Misti |                                                                                                   |          | |          | |          |
| 200 m | Jaouad Syoud                                                                                      | 2'01"44  | Andrew Ross | 2'03"26  | Moncef Balamane                                                                                    | 2'05"32  |
| 400 m | Jaouad Syoud                                                                                      | 4'24"59  | Ramzi Chouchar | 4'30"95  | Liam Vehbi                                                                                         | 4'31"54  |
| Staffette |                                                                                                   |          | |          | |          |
| 4x100 m stile libero | Sudafrica Jarden Eaton (52"02) Liam Vehbi (51"75) Cameron Casali (50"56) Jonah Pool-Jones (49"53) | 3'23"86  | Egitto Abdalla Nasr (51"57) Ibrahim Shamseldin (51"51) Marwan Elkamash (51"77) Mohamed Derbala (50"58) Abdel Rahman Atia | 3'25"43  | Nigeria Colins Ebingha (52"28) Clinton Opute (51"23) Abduljabar Adama (51"10) Tobi Sijuade (51"40) | 3'26"01  |
| 4x200 m stile libero | Egitto Karim Mahmoud Abdalla Nasr Ibrahim Shamseldin Marwan Elkamash                              | 7'27"62  | Sudafrica Matthew Caldwell Cameron Casali Tumelo Mahan Andrew Ross                                                       | 7'31"86  | Algeria Mohamed Hamour Fares Benzidoun Jaouad Syoud Moncef Balamane                                | 7'48"01  |
| 4x100 m misti | Sudafrica Jonah Pool-Jones Petrus Truter Jarden Eaton Clayton Jimmie                              |          | Egitto Mohamed Derbala Abdalla Nasr Ibrahim Shamseldin Marwan Elkamash                                                   |          | Algeria Mohamed Hamour Akram Ammar Moncef Benbara Youcef Bouzouia                                  |          |
| record mondiale; record mondiale stagionale; record africano; record dei Giochi; record nazionale; record personale; record personale stagionale. |                                                                                                   |          | |          | |          |

### Donne
| Evento | Oro | Tempo    | Argento                                                                                                  | Tempo    | Bronzo | Tempo    |
| Stile libero | |          | |          | |          |
| 50 m | Farida Osman | 24"72    | Caitlin de Lange                                                                                         | 24"99    | Mia Phiri | 26"27    |
| 100 m | Caitlin de Lange                                                                                                 | 55"53    | Farida Osman                                                                                             | 55"62    | Gloria Muzito | 56"01    |
| 200 m | Lojine Hamed | 2'03"63  | Hannah Mouton                                                                                            | 2'04"08  | Catherine van Rensburg                                                                                                   | 2'04"35  |
| 400 m | Catherine van Rensburg                                                                                           | 4'17"92  | Lojine Hamed                                                                                             | 4'19"34  | Hannah Mouton | 4'22"89  |
| 800 m | Catherine van Rensburg                                                                                           | 8'50"78  | Lojine Hamed                                                                                             | 9'08"82  | Majda Chebaraka | 9'39"28  |
| 1500 m | Catherine van Rensburg                                                                                           | 16'47"61 | Lojine Hamed                                                                                             | 17'13"46 | Rafaela Santo | 18'38"70 |
| Dorso | |          | |          | |          |
| 50 m | Caitlin de Lange                                                                                                 | 28"76    | Tayla Jonker                                                                                             | 29"00    | Mia Phiri | 29"17    |
| 100 m | Sara El Sammany                                                                                                  | 1'03"31  | Tayla Jonker                                                                                             | 1'03"36  | Donata Katai | 1'03"77  |
| 200 m | Anishta Teeluck                                                                                                  | 2'17"71  | Tayla Jonker                                                                                             | 2'21"84  | Jessica Humphrey | 2'21"84  |
| Rana | |          | |          | |          |
| 50 m | Simone Moll | 31"91    | Kate Meyer                                                                                               | 33"03    | Nadine Abdallah | 33"37    |
| 100 m | Simone Moll | 1'09"50  | Georgia Els                                                                                              | 1'09"91  | Hamida Nefsi | 1'12"67  |
| 200 m | Hamida Nefsi | 2'33"33  | Kate Meyer                                                                                               | 2'35"35  | Georgia Els | 2'37"17  |
| Farfalla | |          | |          | |          |
| 50 m | Farida Osman | 26"02    | Caitlin de Lange                                                                                         | 26"81    | Oumy Diop | 27"30    |
| 100 m | Farida Osman | 58"81    | Nour Elgendy                                                                                             | 1'01"19  | Oumy Diop | 1'01"95  |
| 200 m | Nour Elgendy | 2'15"12  | Leigh McMorran                                                                                           | 2'19"06  | Jasmine Eissa | 2'20"22  |
| Misti | |          | |          | |          |
| 200 m | Georgia Els | 2'17"65  | Nour Elgendy                                                                                             | 2'19"74  | Hamida Nefsi | 2'20"51  |
| 400 m | Catherine van Rensburg                                                                                           | 4'56"13  | Hamida Nefsi                                                                                             | 5'01"60  | Kate Meyer | 5'02"63  |
| Staffette | |          | |          | |          |
| 4x100 m stile libero | Egitto Farida Osman (55"86) Nour Elgendy (57"53) Lojine Hamed (57"54) Nadine Abdallah (57"54)                    | 3'48"47  | Algeria Nesrine Medjahed (58"17) Lilia Midouni (58"98) Majda Chebaraka (1'00"32) Imene Zitouni (1'00"59) | 3'58"06  | Zimbabwe Paige van der Westhuizen (58"89) Vhenekai Dhemba (1'04"21) Donata Katai (1'03"60) Mikayla Makwabarara (1'00"86) | 4'07"56  |
| 4x200 m stile libero | Sudafrica Hannah Mouton (2'05"25) Leigh McMorran (2'08"67) Kate Meyer (2'07"97) Catherine van Rensburg (2'05"42) | 8'27"31  | Egitto Nour Elgendy (2'08"23) Nadine Abdallah (2'09"58) Rawan El Damaty (2'08"10) Lojine Hamed (2'09"27) | 8'35"18  | Algeria Majda Chebaraka (2'12"53) Nesrine Medjahed (2'13"41) Hamida Nefsi (2'16"11) Lilia Midouni (2'15"34)              | 8'57"43  |
| 4x100 m misti | Sudafrica Caitlin de Lange Tayla Jonker Simone Moll Hannah Mouton                                                | 4'11"89  | Egitto Farida Osman Sara El Sammany Nadine Abdallah Nour Elgendy                                         | 4'17"81  | Algeria Nesrine Medjahed Lilia Midouni Imene Zitouni Hamida Nefsi                                                        | 4'25"69  |
| record mondiale; record mondiale stagionale; record africano; record dei Giochi; record nazionale; record personale; record personale stagionale. | |          | |          | |          |

### Misti
| Evento | Oro | Tempo   | Argento | Tempo   | Bronzo | Tempo   |
| 4x100 m stile libero | Sudafrica Caitlin de Lange (56"55) Georgia Els (57"42) Andrew Ross (50"37) Clayton Jimmie (50"07) Hannah Mouton Kaydn Naidoo                                   | 3'34"41 | Egitto Farida Osman (57"05) Nadine Abdallah (57"37) Ali Khalafalla (51"54) Abdalla Nasr (51"04) Karim Mahmoud Ganat Soliman Hla Naanoush Mohamed Derbala              | 3'37"01 | Algeria Jaouad Syoud (51"10) Mehdinazim Benbara (51"51) Lilia Midouni (59"52) Nesrine Madjahed (58"32) Akram Ammar Jihane Benchdli Youcef Bouzouia        | 3'40"45 |
| 4x100 m misti | Sudafrica Tayla Jonker (1'04"22) Petrus Truter (1'04"28) Jarden Eaton (53"53) Caitlin de Lange (55"53) Simone Moll Hannah Mouton Jonah Pool-Jones Kaydn Naidoo | 3'57"56 | Egitto Abdel Rahman Atia (1'03"05) Youssef Elkamash (1'03"55) Farida Osman (59"47) Nadine Abdallah (57"19) Jasmine Eissa Aly Mohamed Ahmed Karim Mahmoud Nour Elgendy | 4'03"26 | Algeria Abdellah Ardjoune (59"37) Hamida Nefsi (1'12"21) Jaouad Syoud (54"53) Nesrine Madjahed (57"23) Majda Chebaraka Mehdinazim Benbara Youcef Bouzouia | 4'03"34 |
| record mondiale; record mondiale stagionale; record africano; record dei Giochi; record nazionale; record personale; record personale stagionale. | |         | |         | |         |

## Medagliere[4]
La nazione ospitante è evidenziata
| Posiz. | Nazione   | Oro | Argento | Bronzo | Totale |
| ------ | --------- | --- | ------- | ------ | ------ |
| 1      | Sudafrica | 17  | 16      | 13     | 46     |
| 2      | Egitto    | 16  | 15      | 4      | 35     |
| 3      | Algeria   | 7   | 6       | 10     | 23     |
| 4      | Namibia   | 1   | 2       | 2      | 5      |
| 5      | Zimbabwe  | 1   | 1       | 2      | 4      |
| 6      | Mauritius | 1   | 0       | 0      | 1      |
| 7      | Ghana     | 0   | 1       | 1      | 2      |
| 8      | Senegal   | 0   | 0       | 3      | 3      |
| 9      | Botswana  | 0   | 0       | 2      | 2      |
| 9      | Zambia    | 0   | 0       | 2      | 2      |
| 11     | Angola    | 0   | 0       | 1      | 1      |
| 11     | Nigeria   | 0   | 0       | 1      | 1      |
| 11     | Uganda    | 0   | 0       | 1      | 1      |
| Totale | Totale    | 43  | 41      | 42     | 126    |